# 223-тя піхотна дивізія (Третій Рейх)
223-тя піхотна дивізія (Третій Рейх) (нім. 223. Infanterie-Division) — піхотна дивізія Вермахту за часів Другої світової війни. Брала участь у битвах на Західному фронті у Французькій кампанії й на Східному фронті під Ленінградом та в східній Україні. 26 листопада 1943 розформована.

## Історія
223-тя піхотна дивізія розпочала формування 26 серпня 1939 у Дрездені в IV-му військовому окрузі під час 3-ї хвилі мобілізації Вермахту

## Райони бойових дій
- Німеччина (серпень — жовтень 1939);
- Генеральна губернія (жовтень 1939 — лютий 1940);
- Німеччина (лютий — травень 1940);
- Бельгія, Франція (травень 1940 — жовтень 1941);
- СРСР (північний напрямок) (жовтень 1941 — травень 1943).
- СРСР (центральний напрямок) (травень — серпень 1943).
- СРСР (південний напрямок) (серпень — листопад 1943).

## Командування

### Командири
- генерал-майор, з 1 листопада 1939 генерал-лейтенант Пауль-Віллі Кернер (нім. Paul-Willi Körner) (26 серпня 1939 — 6 травня 1941);
- генерал-лейтенант Рудольф Лютерс (нім. Rudolf Lüters) (6 травня 1941 — 20 жовтня 1942);
- генерал-майор, з 1 грудня 1942 генерал-лейтенант Крістіан Узінгер (нім. Christian Usinger) (20 жовтня 1942 — 26 листопада 1943).

### Підпорядкованість
| Час      | Корпус             | Армія              | Група армій (округ)   | Штаб               |
| -------- | ------------------ | ------------------ | --------------------- | ------------------ |
| 1939     |                    |                    |                       |                    |
| вересень | z. Vfg.            | 1-ша армія         | Група армій «C»       | Саарпфальц         |
| грудень  | Резерв ОКХ         | Резерв ОКХ         | Резерв ОКХ            | Позен              |
| 1940     |                    |                    |                       |                    |
| січень   | Резерв ОКХ         | Резерв ОКХ         | Резерв ОКХ            | Позен              |
| березень | I-й ак             | 6-та армія         | Група армій «B»       | Нижній Рейн        |
| червень  | Резерв ОКХ         | Резерв ОКХ         | Резерв ОКХ            | Нижній Рейн        |
| липень   | X-й ак             | 6-та армія         | Група армій «A»       | Бретань            |
| серпень  | XXXXIII-й ак       | 9-та армія         | Група армій «A»       | узбережжя Ла-Маншу |
| листопад | LIX-е КОП          | 1-ша армія         | Група армій «D»       | узбережжя Ла-Маншу |
| 1941     |                    |                    |                       |                    |
| січень   | VI-й ак            | 7-ма армія         | Група армій «D»       | Бордо              |
| березень | LIX-е КОП          | 7-ма армія         | Група армій «D»       | Бордо              |
| травень  | XXXI-е КОП         | 7-ма армія         | Група армій «D»       | Бордо              |
| листопад | z. Vfg.            | z. Vfg.            | Група армій «Північ»  | Ленінград          |
| грудень  | XXVIII-й ак        | 18-та армія        | Група армій «Північ»  | Ленінград          |
| 1942     |                    |                    |                       |                    |
| січень   | XXVIII-й ак        | 18-та армія        | Група армій «Північ»  | Ленінград          |
| травень  | XXVI-й ак          | 18-та армія        | Група армій «Північ»  | Ленінград          |
| жовтень  | XXX-й ак           | 11-та армія        | —                     | Ленінград          |
| листопад | XXVI-й ак          | 18-та армія        | Група армій «Північ»  | Ленінград          |
| 1943     |                    |                    |                       |                    |
| січень   | XXVI-й ак          | 18-та армія        | Група армій «Північ»  | Ленінград          |
| лютий    | LIV-й ак           | 18-та армія        | Група армій «Північ»  | Ленінград          |
| квітень  | XXVI-й ак          | 18-та армія        | Група армій «Північ»  | Ленінград          |
| червень  | Резерв групи армій | Резерв групи армій | Група армій «Північ»  | Великі Луки        |
| серпень  | Резерв групи армій | Резерв групи армій | Група армій «Центр»   | Великі Луки        |
| вересень | III-й тк           | 8-ма армія         | Група армій «Південь» | Харків             |
| листопад | XXIV-й тк          | 4-та танкова армія | Група армій «Південь» | Київ               |

### Склад
| 1939                                   | 1942                     |
| -------------------------------------- | ------------------------ |
| 344-й піхотний полк                    | 344-й гренадерський полк |
| 385-й піхотний полк                    | 385-й гренадерський полк |
| 425-й піхотний полк                    | 425-й гренадерський полк |
| 223-й артилерійський полк              |                          |
| 223-й інженерний батальйон             |                          |
| 223-й протитанковий батальйон          |                          |
| 223-й розвідувальний батальйон         | —                        |
| 223-й дивізійний батальйон зв'язку     |                          |
| 223-тє дивізійне управління постачання |                          |
|                                        | 223-й запасний батальйон |